# Franz Stupp

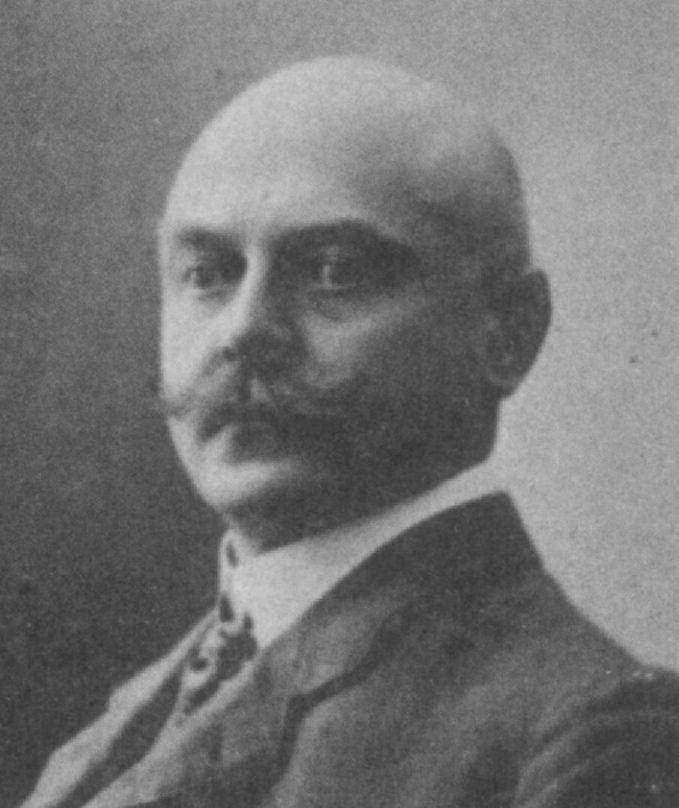
Franz Stupp als Reichstagsabgeordneter 1912

Franz Stupp (* 19. Januar 1862 in Burg Müggenhausen; † 11. September 1933 in Düsseldorf) war Jurist und Mitglied des Deutschen Reichstags.

## Leben
Franz Stupp besuchte die Volksschule in Müggenhausen, die Bürgerschule in Kerpen und die Gymnasien zu Düren und Neuss. 1886 wurde er Referendar, 1891 Gerichtsassessor, 1898 Staatsanwalt und 1908 Landgerichtsrat in Düsseldorf. Ferner war er Hauptmann der Reserve des Feldartillerie-Regiments Nr. 23 und Inhaber der Landwehrdienstauszeichnung I. Klasse.
Auch war er Direktor der Lokalabteilung Düsseldorf des Landwirtschaftlichen Vereins für Rheinpreußen, Mitglied der Landwirtschaftskammer der Rheinprovinz, Zweiter Vorsitzender der gemeinnützigen Gesellschaft m. b. H. für Milchausschank in Rheinland und Westfalen.
Von 1912 bis 1918 war er Mitglied des Deutschen Reichstags für den Wahlkreis Regierungsbezirk Aachen 5 Geilenkirchen, Heinsberg, Erkelenz und die Deutsche Zentrumspartei.